# Fernand Raynaud
Pour les articles homonymes, voir Raynaud.
Fernand Raynaud, né le 19 mai 1926 à Clermont-Ferrand et mort le 28 septembre 1973 à Riom est un artiste comique de scène français.
Fernand Raynaud compte parmi les artistes comiques les plus connus de France dans les années 1950 et 1960. Initialement homme de cabaret et de music-hall avec des sketches et des chansons, il devient une vedette nationale grâce à la télévision.
Son art comique consiste à présenter des histoires drôles à base de situations quotidiennes, qui mettent souvent en scène le Français moyen. Il y exploite avec efficacité et talent des tours éprouvés de la farce et du cirque : quiproquos, absurdités, gaffes, art corporel du mime et de la grimace, multiplicité d'accents, fluidité du jeu alternant les différents protagonistes au sein d'un même sketch, mise en avant d'un personnage de benêt au costume trop grand et qui n'est pas sans évoquer une forme civile du clown Auguste.

## Biographie

### Jeunesse
André Gustave Fernand Raynaud est né à Clermont-Ferrand au sein de la cité ouvrière de l'Oradou, bâtie par Michelin, où son père était contremaître après avoir été employé dans une société qui sera absorbée plus tard par la SNCF après la nationalisation. Sa sœur Yolande, de treize ans son aînée, devient un personnage phare de ses sketches. À l'âge de 15 ans, il quitte l'école après avoir obtenu son certificat d'études.

### Début de carrière
Il joue au théâtre en amateur et, pour gagner sa vie, exerce divers métiers : bobineur, commis d'architecte, projectionniste de cinéma, terrassier au camp d'aviation d'Aulnat, à côté de chez lui à Clermont-Ferrand. À l'âge de 15 ans, pendant la guerre, après une dernière dispute avec son père, il part et s'installe à Paris. À l'âge de 18 ans, il perd deux doigts dans un accident de gare. Selon une première version, alors qu'il est épuisé par son travail et soucieux de ne pas déranger un couple, il s'est installé discrètement et endormi à proximité d'une voie, un train lui arrache deux doigts de la main gauche en passant. Une autre version évoque la manipulation accidentelle d'une hache par l'un de ses amis, dans une étable, à l'âge de 17 ans.
À peine arrivé à Paris, il fréquente tous les soirs le théâtre des Folies Bergère et y assiste aux spectacles comiques de l'époque. Enchaînant les années de vaches maigres, il débute alors une carrière d'amuseur dans les brasseries et cabarets, qui le mène progressivement aux numéros intercalés, puis aux premières parties de spectacle, et jusqu'au récital personnel, en vedette dans les salles les plus prestigieuses de l'époque.
À 18 ans, de mai 1944 à février 1945, il travaille à Clermont-Ferrand à la direction régionale du Service national de la statistique (futur INSEE).

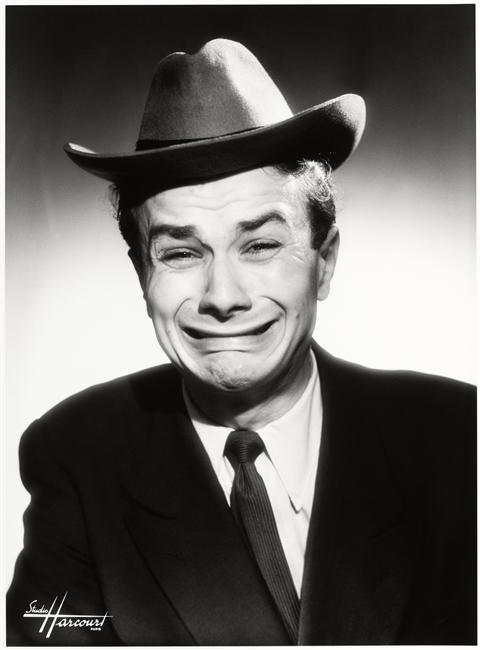
En 1949, l'humoriste débutant pose, grimaçant, pour le Studio Harcourt.

### Consécration

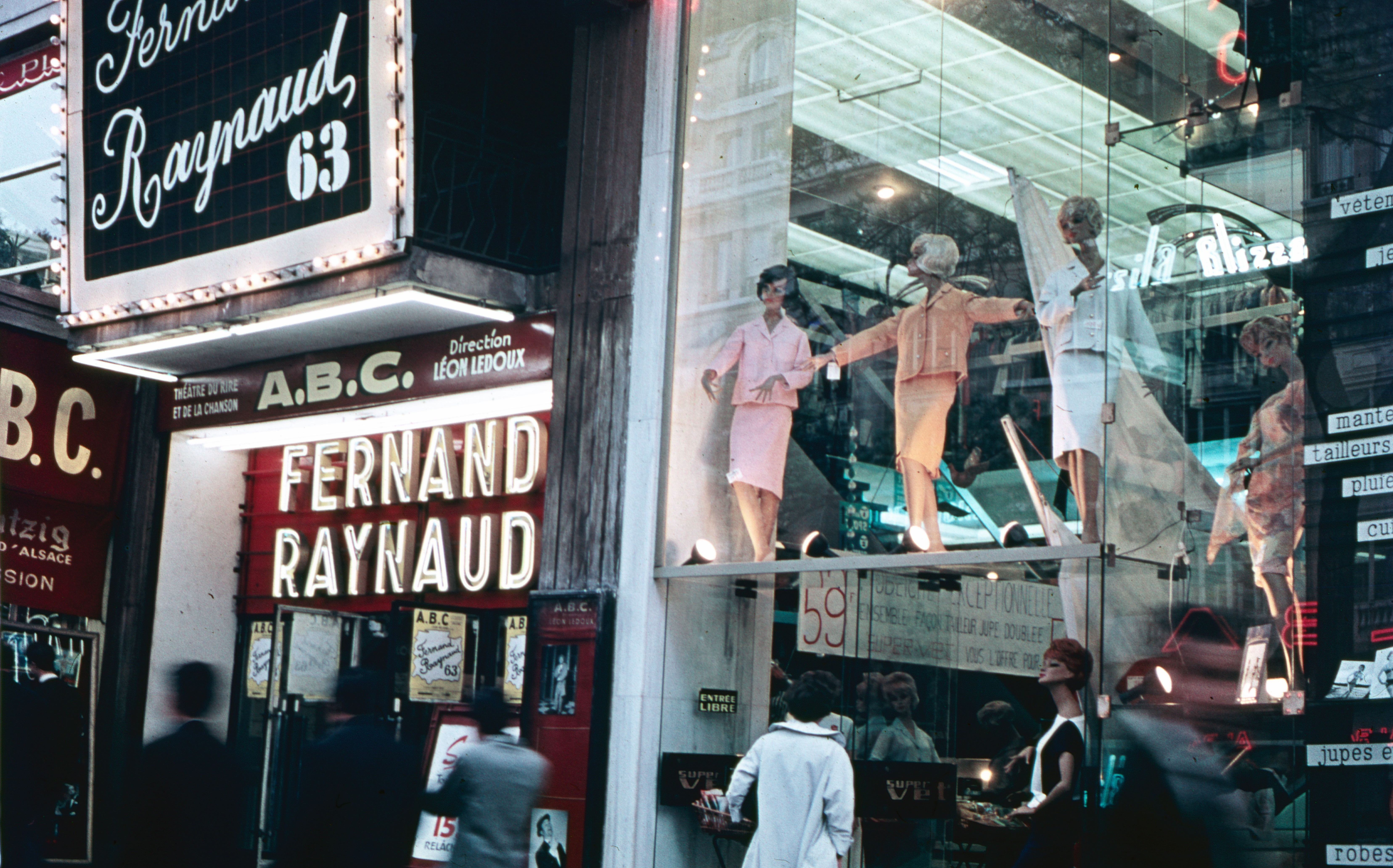
Fernand Raynaud à l'affiche du music-hall parisien ABC en 1963.

Sa rencontre avec l'animateur Jean Nohain au début des années 1950 décide de sa carrière. Il participe à l'émission télévisée 36 chandelles, où il côtoie Roger Pierre et Jean-Marc Thibault, Darry Cowl, Jacques Courtois, Omer et Raymond Devos. C'est en reprenant une anecdote arrivée à Jean Nohain pendant son service militaire qu'il écrit un de ses sketchs les plus célèbres, Un certain temps. En décembre 1955, il épouse la chanteuse Renée Caron, avec laquelle il a deux enfants : Pascal et Françoise. Ses témoins de mariage sont les humoristes Roger Pierre et Jean-Marc Thibault.

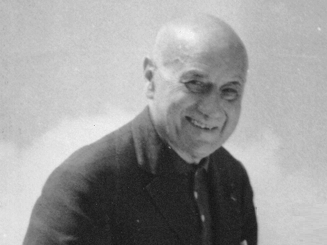
Jean Nohain, son « parrain » de métier.

Il habite rue Jules-Larose à Gennevilliers, commune de la banlieue nord de Paris, où demeurait son épouse depuis quelques années, et certains de ses sketchs portent alors la trace des personnages qu'il croisait dans son environnement immédiat, tel que Le 22 à Asnières, Asnières-sur-Seine étant commune limitrophe qui se trouve de l'autre côté du boulevard Pierre-de-Coubertin et des avenues des Grésillons et Jean-Jaurès.
En 1959, avec son spectacle le Fernand Raynaud Chaud qu'il crée au Théâtre des Variétés, où il est seul en scène durant deux heures, il invente le premier one-man-show humoristique en France. Vingt représentations sont prévues, il connaît le triomphe pendant 18 mois. Il enchaîne alors les tournées en France, au Canada, en Afrique et dans le Pacifique. Il joue régulièrement à l'Olympia et à Bobino. En 1961, il joue son spectacle au théâtre de l'Étoile où il reste près de deux mois, certains de ses sketches sont rassemblés sur un disque. Il engage alors un groupe de rock and roll, Les Vautours (de Vic Laurens), avec lequel il joue un sketch tous les soirs.
En 1962, il produit Le Bourgeois gentilhomme de Molière, où il interprète Monsieur Jourdain. Un an plus tard, il joue Sganarelle dans le Don Juan de Molière, aux côtés de Georges Descrières. La même année, il fait partie des premiers actionnaires de Minute. À cette époque le journal, fondé par Jean-François Devay, médaillé de la Résistance, « est alors plutôt tourné vers l’actualité « people », […], et s’inscrit également dans la lignée des journaux satiriques » du moment. Il compte parmi ses premiers actionnaires des personnalités comme Françoise Sagan, Eddie Barclay, Juliette Gréco, Alain Griotteray ou encore Marcel Dassault[source insuffisante].
En 1963, au casino de Deauville (Calvados), la direction accepte exceptionnellement (et c’est considéré comme un cas unique) de suspendre le jeu de roulette, afin que le bruit des joueurs et des plaques qu'ils manient ne dérange pas l'artiste durant le spectacle qu'il produisait dans cet établissement de jeu.
En 1970, il propose un spectacle entièrement mimé au Théâtre de la Ville intitulé Une heure sans paroles, qui remporte un grand succès.
La dernière apparition publique à la télévision de Fernand Raynaud se déroule le 6 août 1973 à l'émission Midi trente, sur la Première chaîne, sur une plage au bord de la mer, au port de Sainte-Maxime, émission animée par Danièle Gilbert, où il confirme son retrait de la scène, pour se consacrer plus au cinéma (variante : ou partir s'installer avec enfants et compagne — pour se consacrer à une vie familiale plus calme — en Nouvelle-Calédonie). Lors de cette même émission, il annonce avec humour la prestation de Mike Brant, qui chante en play-back une chanson. Il rencontre aussi lors de la même émission France Gall et Herbert Pagani.

### Mort

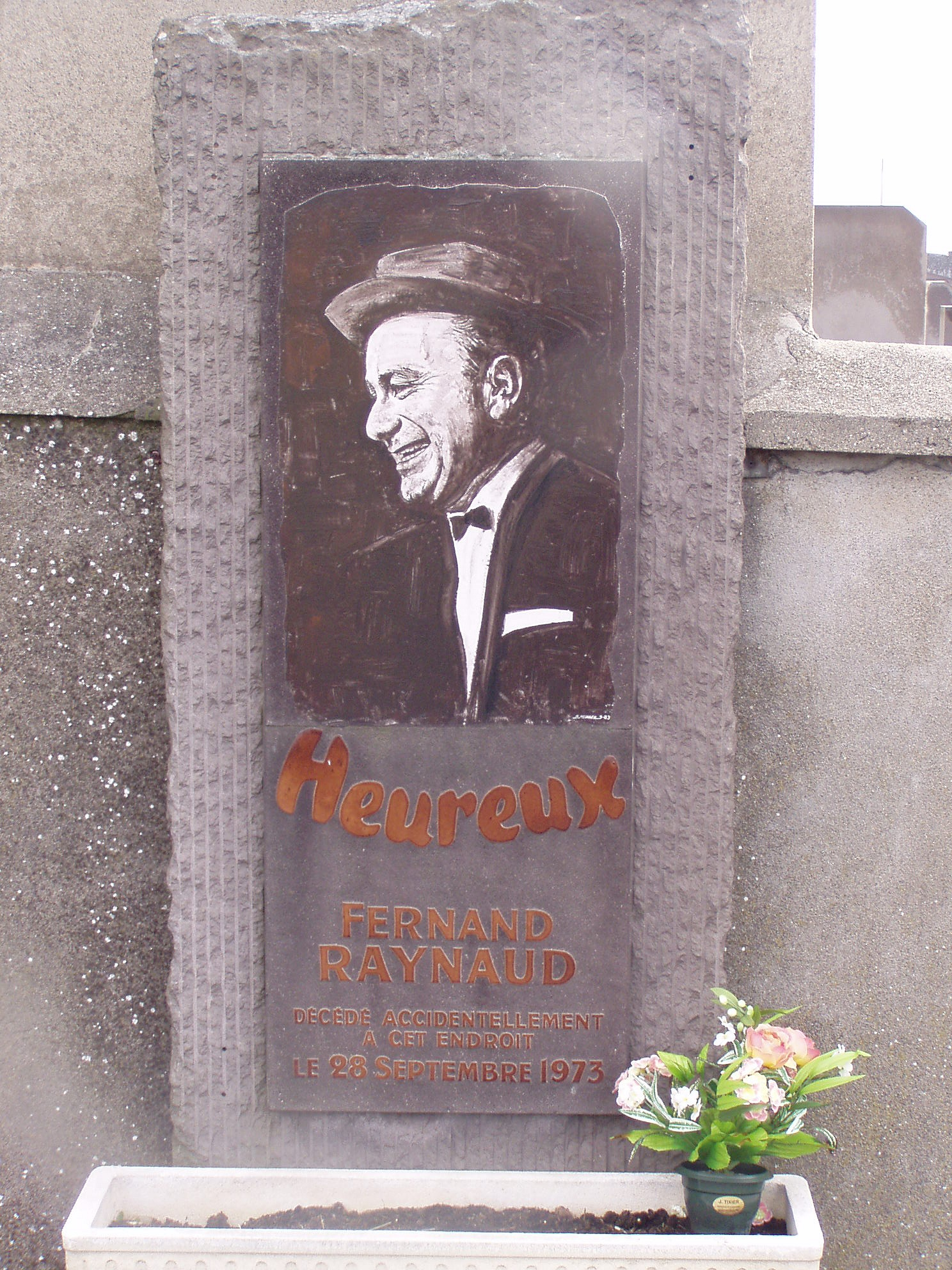
La stèle apposée sur le mur du cimetière du Cheix-sur-Morge avec le mot "Heureux" rappelant l'un de ces sketches.

Le 28 septembre 1973, il se rend à Clermont-Ferrand depuis Paris pour un gala au profit d'ouvriers (milieu dont il était issu et pour lequel il avait toujours gardé une certaine tendresse) mais aussi pour tenir une conférence de presse pour annoncer la fin de ses galas. Il est en retard et roule à vive allure dans son cabriolet Rolls-Royce Corniche blanc. À l'entrée de Cheix-sur-Morge, entre Aigueperse et Riom sur la route nationale 9 (actuelle route départementale D2009), il se déporte à gauche dans un virage, accroche une voiture qui arrive en face puis heurte violemment un camion qui la suivait, le renversant dans le bas coté, et finit sa course contre le mur du cimetière. Raynaud avait confié : « Lorsque, venant de Paris, après Aigueperse, sur la route bleue, j'aperçois le puy de Dôme et que, passant par Riom, bâti en pierre de Volvic, je vois "Clermont-Ferrand, 14 kilomètres", mon cœur bat plus fort. Je suis ému comme un amant qui va retrouver une femme aimée ».
Probablement déjà mort, il est transporté à l'hôpital de Riom où il sera déclaré décédé à son admission.
Selon son fils, Pascal Raynaud, âgé de 15 ans à l'époque, l'humoriste avait pris cette voiture, lourde et dont le comportement lui inspirait quelque méfiance, en remplacement de sa Citroën SM, volée deux jours avant le drame. Son fils devait d'ailleurs l'accompagner, mais Fernand Raynaud était seul dans sa voiture. Une plaque commémorative a été fixée sur le mur du cimetière.
Il est inhumé dans le département de l'Allier, dans la partie neuve du cimetière de Saint-Germain-des-Fossés, ville aimée où, enfant, il passait ses vacances.

## Postérité
Fernand Raynaud reste dans la mémoire collective de plusieurs générations de Français, avec de nombreux sketchs comme Le 22 à Asnières, Restons Français, Le plombier et les chansons amusantes qui ont marqué leur époque : Et v'lan passe moi l'éponge, Avec l'ami bidasse, Lena, Telle qu'elle est...
Certaines de ses expressions sont restées célèbres : « Bourreau d'enfant », « Heu-reux ! », « Y a comme un défaut », « C'est étudié pour », « Ça eût payé », « Tiens ! Voilà l'hallebardier ! », « C'est l'plombier ! », « Allô ! Tonton ? Pourquoi tu tousses ? », ou encore l'ironique « J'aime pas les étrangers qui viennent manger le pain des Français » qui dénonce le racisme quotidien.
Toujours ancré dans son époque, il a régulièrement abordé des thèmes liés aux Trente Glorieuses qui font encore écho aujourd'hui : La prévention routière et le développement de l'automobile, Le douanier raciste et les travailleurs immigrés, le patron qui exige qu’on dise Je m’amuse, le paysan Crésus et le passage de la paysannerie à l’agriculture intensive...
Le comédien Jean Rochefort présenta en 2004, à partir de sketchs de Fernand Raynaud, un spectacle intitulé Heureux ? qui connut, à son tour, un grand succès.

## Sketches célèbres
- À la banque
- Tonton ? Pourquoi tu tousses ?
- À Vertaison
- Aux deux folles
- Au théâtre des armées
- Avec deux croissants…
- Bourreau d'enfants
- Ça eut payé (Le paysan)
- C'est étudié pour
- Comment ça va ?
- En vacances avec ma sœur
- Heureux !
- I'm comic
- J'ai souffert dans ma jeunesse
- J' avais plein de p'tits boutons
- J'm'amuse
- L'étranger
- La 2 CV de ma sœur
- La bougie
- La chatte à ma sœur
- Le douanier
- La pipe à pépé
- La plongeuse du café des sports
- La prévention routière
- La roulette
- La tasse de lait
- Le 22 à Asnières
- Le baptême de l’air
- Le bègue
- Le bluff
- Le caporal chef de carrière
- Le défilé militaire
- Le fromage de Hollande
- Le fut du canon (Un certain temps)
- Le hallebardier
- Le match de boxe
- Le paysan (Ça eût payé, Crésus)
- Le peintre et son modèle
- Le plombier
- Le président
- Le raciste
- Le rackett
- Le repas de noces
- Le réfrigérateur
- Le sportif
- Le tailleur
- Le timbre à 0 Fr. 25
- Le tweed
- Les chinois en Suisse
- Les croissants
- Les deux folles
- Les lacets
- Les œufs cassés
- Les oranges
- L'augmentation
- Ma sœur s'est mariée
- Moi, mon papa il a un vélo
- Mon beau-frère « inspecteur des platanes »
- Monsieur l'abbé est très gentil
- Moi, mon truc c'est le vélo
- Ne me parle pas de Grenoble
- On peut rêver
- Qu'est-ce que c'est que le radar ?
- Restons Français
- Toto en pension
- Un certain temps (Le fut du canon)
- Un mariage en grandes pompes
- Vive le camping
- Vlan, passe-moi l'éponge
- Y'a pas de justice (les citrouilles)
- Zanzi Bar
- Zizi gougou

Mais on peut noter aussi que certains de ses textes tenaient de la poésie pure (T'entends t'y dis Paul ?), et que d'autres prenaient une dimension noire et tragique tel Le brassard : ce sketch, en fait très politique, dénonce une forme d'autoritarisme, l'abus de pouvoir et le favoritisme dans l'administration française.

## Chansons
Fernand Raynaud interpréta plusieurs chansons comiques, écrites le plus souvent par Raymond Mamoudy et composées par son pianiste et ami Marcel Rossi : Si tu savais (comédie musicale Purée de nous z'otres), La chanson de Paris, Les gens riaient — à l'exception de Et vlan' passe moi l'éponge, dont les paroles ont été coécrites par Fernand Raynaud et Jacques Martin, et la musique composée par Jean Baitzouroff.

## La comédie
Davantage qu'un parcours de comédien, sa carrière d'acteur reste limitée à l'exploitation de la veine comique qui avait assuré son succès sur la scène. Au cinéma, on le retrouve ainsi dans des rôles identiques à ceux qu'il incarne sur scène, le personnage portant même le plus souvent son propre prénom.
Cependant, début 1973, il annonce qu'il renonce à la scène et au music-hall pour se consacrer au cinéma dès l'année suivante ; il n'en aura pas eu le temps.

### Cinéma
- 1955 : La Bande à papa de Guy Lefranc : Fernand Jérôme
- 1955 : 33 tours et puis s'en vont d'Henri Champetier (documentaire de 21 minutes)
- 1956 : Fernand Cow-boy de Guy Lefranc : Fernand Mignot
- 1956 : La vie est belle de Roger Pierre et Jean-Marc Thibault
- 1957 : C'est arrivé à 36 chandelles d'Henri Diamant-Berger et Fernand Rivers
- 1957 : Fernand clochard de Pierre Chevalier : Fernand
- 1958 : Arènes joyeuses de Maurice de Canonge : Fernand Cyprien de Chalamond
- 1958 : Le Sicilien de Pierre Chevalier : Fernand
- 1959 : Houla-Houla de Robert Darène : Fernand Martin
- 1959 : Minute papillon de Jean Lefèvre : Oscar
- 1959 : La Marraine de Charley de Pierre Chevalier : Charley Rivoire/Gabrielle de la Motte
- 1960 : Le Mouton de Pierre Chevalier : Fernand Castel
- 1961 : Auguste de Pierre Chevalier : Auguste Roussel
- 1961 : La Belle Américaine de Robert Dhéry : lui-même, apparition dans un sketche télévisé La Bougie
- 1962 : C'est pas moi, c'est l'autre de Jean Boyer : Fernand Raynaud/Gaspard
- 1962 : Nous irons à Deauville de Francis Rigaud
- 1968 : Salut Berthe ! de Guy Lefranc : Adrien Chautard
- 1969 : L'Auvergnat et l'Autobus de Guy Lefranc : Julien Brulebois

### Télévision
- 1967 : Au théâtre ce soir : Auguste de Raymond Castans, mise en scène Christian-Gérard, réalisation Pierre Sabbagh, Théâtre Marigny

### Théâtre
- 1957 : Auguste de Raymond Castans, mise en scène Jean Wall, Théâtre des Nouveautés
- 1958 : Auguste de Raymond Castans, mise en scène Jean Wall, Théâtre des Célestins
- 1962 : Le Bourgeois gentilhomme de Molière, mise en scène Jean-Pierre Darras, Théâtre Hébertot

## Hommages
Odonymie

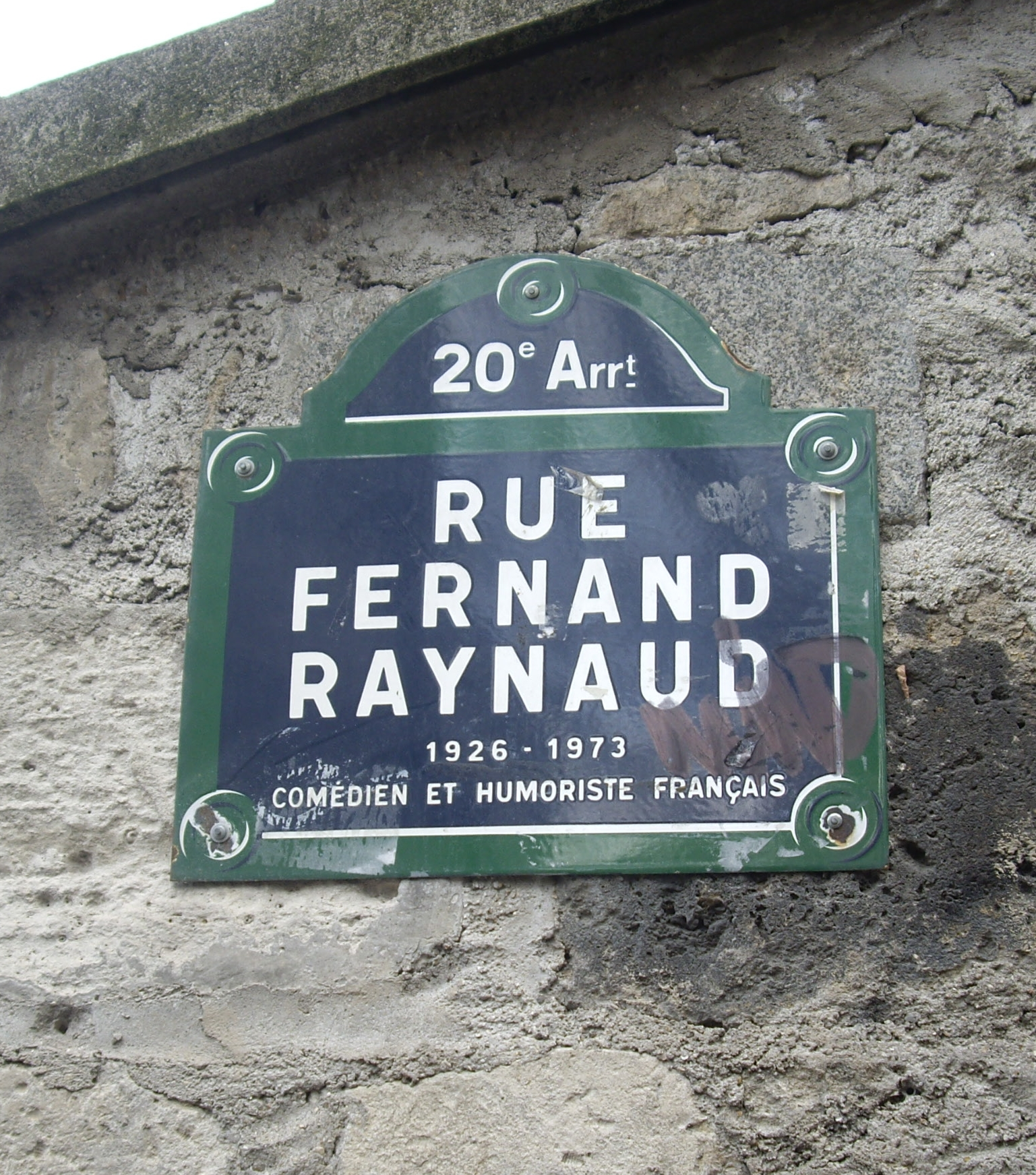
Plaque de la rue Fernand-Raynaud à Paris.

Une rue de Clermont-Ferrand, ainsi qu'une petite rue de traverse du 20e arrondissement de Paris, portent son nom.
À Saint-Germain-des-Fossés, où il est inhumé, une avenue ainsi que l'espace culturel portent son nom. Pour les quarante ans de sa mort, une signalétique a été mise en place en septembre 2013, à l'entrée du cimetière (entrée côté Prieuré), afin d'indiquer aux visiteurs l'emplacement de sa sépulture. Ce même mois, à l'occasion du quarantième anniversaire de sa disparition, une personnalisation de la tombe a été réalisée avec un dessin de la petite-fille de Fernand Raynaud. Ce même mois, une rue a été baptisée de son nom au Cheix, où il a eu son accident fatal de la route.
Prix
Sous l'impulsion de la commune de Saint-Germain-des-Fossés, l'association des amis de Fernand Raynaud a été créée, réunissant plusieurs personnalités. Elle attribua entre 1986 et 1992 le prix Fernand-Raynaud qui récompensait un jeune humoriste.
Festivals
Le festival international du court métrage de Clermont-Ferrand décerne également, parmi d'autres prix, un prix du rire Fernand Raynaud.
À Anères, dans les Hautes-Pyrénées, un événement est organisé chaque mois sous le nom du « 22 à Anères », au café du Village de l'association Remue Méninges, en hommage au sketch de Fernand Raynaud Le 22 à Asnières. Le lieu accueille également fin mai le festival d'Anères de cinéma muet et piano parlant.